# Henry Erskine (5e baronnet)
Henry Erskine, 5e baronnet (23 décembre 1710 - 7 août 1765) est un militaire et homme politique écossais. 

## Biographie
Il est un fils cadet de John Erskine, 3e baronnet, député d'Alva dans le Clackmannanshire, et de Catherine Sinclair, a probablement fait ses études au Collège d'Eton et est entré au Lincoln's Inn pour étudier le droit en 1728. Cependant, au lieu d'une carrière juridique, il rejoint l'armée et accède au rang de lieutenant général en 1765. 
Il hérite du domaine de la famille et du titre de baronnet lorsque son frère aîné Charles est tué au combat lors de la bataille de Lauffeld en 1747. Il est ensuite député d'Ayr Burghs (1749-1754) et d'Anstruther Easter Burghs (1754-1765). 
Il épouse Janet, fille de Peter Wedderburn, et a avec elle deux fils et une fille. Son fils aîné, James, lui succède et devient plus tard le 2e comte de Rosslyn. Il est mort en 1765. 